# Дервишът и смъртта
 Тази статия е за романа на Меша Селимович.  За филма вижте Дервишът и смъртта (филм).  
„Дервишът и смъртта“ (на сърбохърватски: Derviš i smrt) е роман на босненския писател Меша Селимович, публикуван през 1966 година.
Действието се развива в малък босненски град през Османската епоха, където строгите морални принципи на местен дервиш са разрушени от несправедливото затваряне и убийство на брат му от властите, желанието му за отмъщение и въвличането му в сложни интриги, след като е назначен за кадия. Под формата на исторически роман авторът включва автобиографични мотиви – собственият му брат, комунистически активист, е осъден в показен процес и екзекутиран от комунистическия режим в Югославия.
„Дервишът и смъртта“ е издаден на български през 1969 година в превод на Боян Михайлов и отново през 2013 година в превод на Жела Георгиева.